# Тесновка (Лугинский район)
Тесновка (укр. Теснівка) — село на Украине, находится в Лугинском районе Житомирской области.
Код КОАТУУ — 1822882402. Население по переписи 2001 года составляет 143 человека. Почтовый индекс — 11301. Телефонный код — 4161. Занимает площадь 0,57 км².

## Адрес местного совета
11305, Житомирская область, Лугинский р-н, с.Красностав